# Luis Herrero de Tejada
Luis Herrero de Tejada y Rubira (Borja, Zaragoza, 24 de febrero de 1716-Calanda, Teruel, 1 de febrero de 1767) fue un jurista, escritor y poeta de España, hermano de la poetisa Luisa Herrero de Tejada y Antonio María Herrero y Rubira.

## Biografía
Nacido por casualidad en Borja, aunque natural de Calanda, de la que procedía su distinguida familia y en la que pasó gran parte de su vida, cursó sus estudios de Jurisprudencia en la Universidad de Zaragoza. Amplió estudios en la Universidad de Tolosa (Francia) y en 1734 recibió el título de doctor. Ejerció el cargo de Relator de la Sala del Crimen de la Real Audiencia de Aragón.
Como literato, desarrolló una obra variada y muy personal, destacando sobre todo como poeta, aunque abordó casi todos los géneros entonces en boga, entregando algunas obras de circunstancia como la pintoresca Explicación del juego de damas y modo de practicarlo.
Murió en Calanda a los 53 años, siendo enterrado en la capilla de San Antonio Abad de la parroquia.

## La Poesía de Luis Herrero de Tejada
La poesía de Luis Herrero de Tejada, de gran aliento religioso, constituye lo más valioso de su obra. Poeta preciso en la forma, su factura conservadora no le impide expresarse con una naturalidad muy sentida dentro de la retórica dieciochesca manejando las más variadas formas poéticas (soneto, décimas, himno, etc.). Sirva como ejemplo de la pluma del autor el siguiente soneto, compuesto para un evento de Calanda:
SONETO
¿Por qué dichosa Villa de Calanda
cuando tu amante madre y reina mía
sale a poblar el mundo de alegría
tu voz envuelta entre suspiros anda?
Si ya la hermosa emperatriz del cielo
a tus cordiales ecos atendiendo
con agua cristalina fue cubriendo
tan solamente tu dichoso suelo.
¿Por qué en el día en que el sol hermoso
con sus rayos tus calles ilumina
tu pecho se conduele y afemina?
Porque es mucho favor a un hombre ingrato
y porque siempre tiene igual lugar
un gozo inopinado que un pesar.

## Obras (Selección)
- La vida de los siete sabios de Grecia -ensayo- (traducción)
- Arte de pintura -tratado-
- No siempre quien escucha su mal oye -comedia-
- Loas a San Juan Bautista
- Memoria de los reyes tenidos por crueles y aborrecidos de sus vasallos
- Poesías místicas a la Virgen del Pilar, patrona de la Villa de Calanda